# 3781 Dufek
3781 Dufek је астероид главног астероидног појаса са средњом удаљеношћу од Сунца која износи 2,843 астрономских јединица (АЈ).
Апсолутна магнитуда астероида је 12,1 а геометријски албедо 0,057.